# 장기읍성
포항 장기읍성(浦項 長鬐邑城)은 대한민국 경상북도 포항시 남구 장기면 읍내리에 있는 조선시대의 읍성이다. 1994년 3월 17일 대한민국의 사적 제386호로 지정되었다.

## 개요
동악산에서 동쪽으로 뻗은 산등성이에 있으며, 그 구릉 아래쪽으로는 장기천이 동해로 흘러 현내 들판을 형성하고 있다. 현재 향교만이 복원 유지되고 있을 뿐, 잡초에 묻힌 성벽은 허물어진 곳이 대부분이다. 이 읍성은 일찍부터 동해안을 지키는 다른 읍성들과 같이 중요한 군사기지였음이 그 특성이라 할 수 있다.
동해안의 중요 진성을 들면 울산의 처용암지방·울주군 강동면 정자리지방, 양남의 수념지방·감포·장기·포항·영일지방·흥해·칠포지방들인데 이들 지역은 해안선에 일정한 거리를 두고 펼쳐져 있고 삼국시대에는 서라벌을 침공하는 왜구를 방어한 군사기지로, 고려·조선시대에도 같은 역할을 하였다.

## 복원
2012년에 북문 터에 문루(門樓)를 복원하기로 했다.
문루 형태는 개거식이다

## 현지 안내문
읍성은 지방의 관아와 민가의 취락지를 함께 둘러서 쌓은 성인데, 장기읍성은 산정에 있으면서 읍치로서의 기능을 갖추고 있어 읍성 연구에 중요한 자료가 되고 있다.
《고려사》, 《신증동국여지승람》등의 문헌기록에 의하면 고려 현종 2년(1011)에 동으로는 왜적, 북으로는 여진족으로부터의 방어를 위해 토성을 처음 쌓았고 조선시대 세종 21년(1439) 석성으로 다시 쌓았다고 한다.
성의 형태는 타원형으로 둘레가 1440m이며 3개소의 성문과 옹성, 그리고 치성을 갖추고 있으며 4개소의 우물과 2개소의 연못인 음마지가 있다. 성내에는 교육기관인 장기향교와 동헌터가 있는데 동헌은 면사무소 안에 이전하여 보호하고 있다.

## 같이 보기
- 장기향교

## 참고 문헌
- 장기읍성 - 국가유산청 국가유산포털